# Aston Martin AMR25
O Aston Martin AMR25 é o modelo de carro de Fórmula 1 projetado e desenvolvido pela equipe Aston Martin Aramco F1 Team que compete no Campeonato Mundial de Fórmula 1 de 2025. É o quinto carro de Fórmula 1 inscrito pela Aston Martin desde que a marca voltou ao esporte em 2021, e está sendo pilotado em tempo integral por Lance Stroll e pelo bicampeão mundial Fernando Alonso, em sua terceira temporada na equipe, com Felipe Drugovich pilotando o modelo durante os treinos livres do Grande Prêmio do Barém.

## Histórico
O AMR25 é o último carro da Aston Martin a utilizar unidades de potência da Mercedes, já que a equipe assinou um acordo com a Honda para utilizar seus motores a partir da temporada de 2026.

### Pintura
A Aston Martin, assim como as outras dez equipes da F1, revelou sua pintura em 18 de fevereiro de 2025 durante o F1 75 Live. O lançamento oficial foi feito no dia 23 de fevereiro, e manteve o tradicional verde britânico como predominante. As principais diferenças da pintura do AMR25 para o antecessor estão no sidepod, que tem cor preta, um padrão diferente das linhas verde claro, que percorrem todo o carro, e a área próxima ao santantônio passou a ser prateada.
Durante o o Grande Prêmio da China, foi inserida uma homenagem a Eddie Jordan (o fundador da Jordan Grand Prix, antecessora da Aston Martin), que morreu pouco antes da data da corrida. O nome de Jordan e o logotipo da equipe dele, com uma folha vermelha que representa um coração, estavam presentes na lateral do carro e na lateral do aerofólio traseiro.

### Desenvolvimento

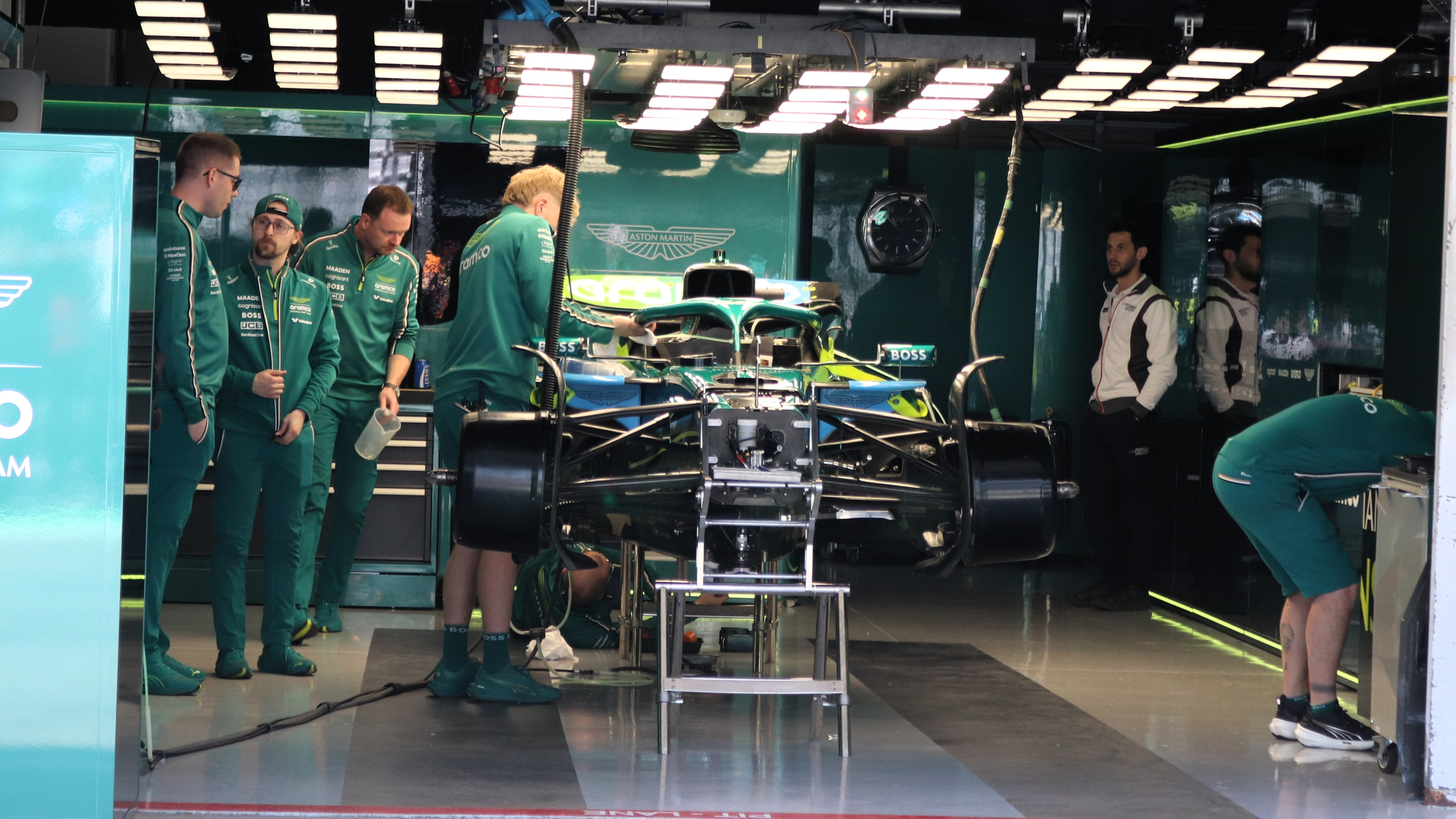
O AMR25 fez várias iterações em seu antecessor como o último Aston Martin com motor Mercedes.

Dentre as principais diferenças do AMR25 para o seu antecessor estão a nova asa frontal, os novos pods laterais e um plano de asa superior destacado. O novo design do sidepod e da carroceria complementam isso, permitindo melhor gerenciamento do fluxo de ar sob o carro e sobre a asa traseira. O AMR25 tem suspensão push-rod tanto na dianteira quanto na traseira; a suspensão é conectada ao chassi por uma estrutura diagonal com um ponto mais alto na carroceria do carro. O design do piso foi revisado para melhorar o fluxo de ar sob o carro.

### Desempenho
A estreia competitiva do AMR25 foi no GP da Austrália de 2025, onde Lance Stroll conquistou os primeiros pontos da equipe ao encerrar a corrida em sexto lugar.